# Kashan
Kashan (Perzisch:كاشان) is een stad in Iran. De stad bevindt zich in de provincie Eşfahān op het Hoogland van Iran. De stad ligt ongeveer 200 kilometer ten zuidwesten van Teheran. De stad heeft zo'n 275.000 inwoners (2011).

## Geschiedenis
De stad ligt in een oase. De ouderdom van de stad is niet precies bekend. Tepe Sialk, nu een wijk van Kashan, is een tell waarin voorwerpen zijn gevonden uit 6000 v.Chr..
In de 11e eeuw bouwde Malik Sjah I van de Seltsjoeken in het centrum van Kashan een vesting, waarvan de muren nu nog staan. De Fintuinen (Bagh-e Fin), de oudste bewaard gebleven Perzische tuinen, zijn de bekendste monumenten van Kashan.

## Bezienswaardigheden
- Agha Bozorgmoskee
- Borujerdishuis
- Tabātabāeihuis
- Abbāsihuis
- Sultan Amir Ahmad-badhuis
- Bazaar van Kashan

## Geboren
- Ehsan Hajsafi (1990), voetballer